# Jaworec
Jaworec (bułg. Яворец) – wieś w Bułgarii, w obwodzie Gabrowo, w gminie Gabrowo. Według danych szacunkowych Ujednoliconego Systemu Ewidencji Ludności oraz Usług Administracyjnych dla Ludności, 15 marca 2016 roku miejscowość liczyła 671 mieszkańców.
W miejscowości znajduje się narodowe czitaliszte z 1922 roku im. Wasiła Lewskiego.